# Bắt cóc cô dâu

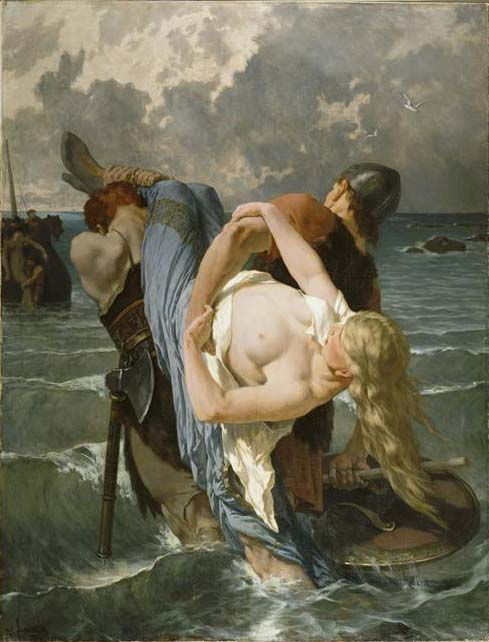
Họa phẩm người Viking cướp vợ ở châu Âu

Bắt cóc cô dâu hay cướp vợ là tập tục mà theo đó người đàn ông bắt cóc cưỡng chế phụ nữ làm vợ. Hình thức này đã tồn tại khắp nơi trên thế giới trong suốt chiều dài lịch sử loài người. Và nó đã diễn ra ở các nước ở Trung Á, vùng Kavkaz, một phần của châu Phi, và ở các dân tộc khác nhau như người H'mông ở Đông Nam Á, người Tzeltal ở Mexico, và người Di-gan ở châu Âu
Ở hầu hết các quốc gia, bắt cóc cô dâu được xem là tội phạm tình dục chứ không phải là hình thức kết hôn hợp pháp. Có một số hình thức giữa hôn nhân cưỡng bức và hôn nhân sắp xếp. Thuật ngữ này đôi khi không chỉ bao gồm vụ bắt cóc, mà còn cả các cuộc bỏ trốn, trong đó cặp đôi cùng nhau chạy trốn để mong được sự đồng ý của cha mẹ họ sau này; có thể gọi đây là vụ bắt cóc không đồng thuận hoặc đồng thuận. Tuy nhiên, ngay cả là trái pháp luật, tình trạng thực thi pháp luật vẫn còn lỏng lẽo ở một số khu vực như Moldova, Kyrgyzstan và Chechnya.
Bắt cóc cô dâu được phân biệt với raptio - bắt cóc phụ nữ quy mô lớn, trong khi bắt cóc cô dâu được thực hiện bởi một người đàn ông (hay bạn bè hoặc người thân của họ) vẫn đang còn tồn tại, thì bắt cóc phụ nữ quy mô lớn thường xảy ra trong chiến tranh.
Một số nền văn hóa ngày nay vẫn còn duy trì tục bắt cóc cô dâu như một nghi thức tượng trưng cho một phần của truyền thống đám cưới, một cái gật đầu đồng ý chấp nhận cô dâu bị bắt cóc đã tìm thấy trong lịch sử văn hóa trước đây. Theo một số nguồn, tuần trăng mật mang dấu tích của cuộc hôn nhân bằng cách bắt cóc, dựa trên việc người vợ được người chồng cùng đưa nhau đi trốn khỏi họ hàng của cô, với lý do họ sẽ trả thù, vì làm người vợ mang thai vào cuối tháng.